# Franz Ramharter (Schauspieler)
Franz Josef Ramharter (* 12. Juni 1870 in Wien; † 10. November 1919 ebenda) war ein österreichischer Theaterregisseur, Operettenregisseur, Bühnenschauspieler und Filmschauspieler beim deutschen Stummfilm.

## Leben und Wirken
Der Sohn von Franz Xaver Ramharter und seiner Frau Maria, geb. Wurm, erhielt seine künstlerische Ausbildung bei Professor Streben und gab im Jahr 1890 sein Bühnendebüt im mährischen Olmütz. Es folgte die klassische Ochsentour durch die Provinz, und Ramharter spielte und inszenierte an österreich-ungarischen Bühnen wie jenen in Kronstadt, Laibach, Reichenberg, Salzburg, Preßburg und Innsbruck. Sein bevorzugtes Rollenfach war das des Charakterkomikers in Possen, Volksstücken und Operetten. In der Spielzeit 1906/1907 kehrte Ramharter nach Wien zurück und ließ sich als Schauspieler und Regisseur ans Raimundtheater verpflichten. In derselben Funktion war er kurz darauf auch für das Theater in der Josefstadt tätig.
An der Seite der Josefstädter Kollegen Louis Nerz, Hans Rhoden, Marietta Weber und Dora Hrach gab Ramharter 1914 in dem Kino-Schwank Der Storch ist tot auch seinen Einstand als Filmschauspieler. Vor allem seit seiner Übersiedelung nach Berlin drehte er in den Jahren 1916/17 einen Film nach dem anderen. Er erhielt Nebenrollen in Inszenierungen von Richard Oswald, Rudolf Meinert, Willy Zeyn senior und Paul von Woringen und war Filmpartner von Stars wie Bernd Aldor, Reinhold Schünzel, Lotte Neumann, Erich Kaiser-Titz, Hans Mierendorff und Friedrich Zelnik.
Ramharter lebte zuletzt wieder in seiner Geburtsstadt und starb 1919 in der Heil- und Pflegeanstalt Am Steinhof. Er wurde auf dem Wiener Zentralfriedhof beigesetzt.

## Filmografie (Auswahl)
- 1914: Der Storch ist tot
- 1916: Glaubensketten
- 1916: Der gelbe Ulster
- 1916: Mein ist die Rache
- 1916: Freitag, der 13. Das unheimliche Haus, 2. Teil
- 1916: Mein ist die Rache
- 1917: Ihr Sohn
- 1917: Der Erbe von Het Steen
- 1917: Des Goldes Fluch
- 1917: Der Mut zum Glück